# 1869 aux échecs
| Années des échecs : 1866 - 1867 - 1868 - 1869 - 1870 - 1871 - 1872    |
| Décennies des échecs : 1830 - 1840 - 1850 - 1860 - 1870 - 1880 - 1890 |

Cet article présente les faits marquants de l'année 1869 aux échecs.

## Championnats nationaux
- Confédération de l’Allemagne du Nord, NDSB : Max Lange remporte le championnat de la NDSB[Note 1]. La deuxième édition aura lieu en 1872.
- Confédération de l’Allemagne du Nord, WDSB : Adolf Anderssen remporte le championnat de la WDSB[Note 2].

## Divers
- Empire russe : Un premier club d’échecs ouvre à Riga.